# Pasveersloot

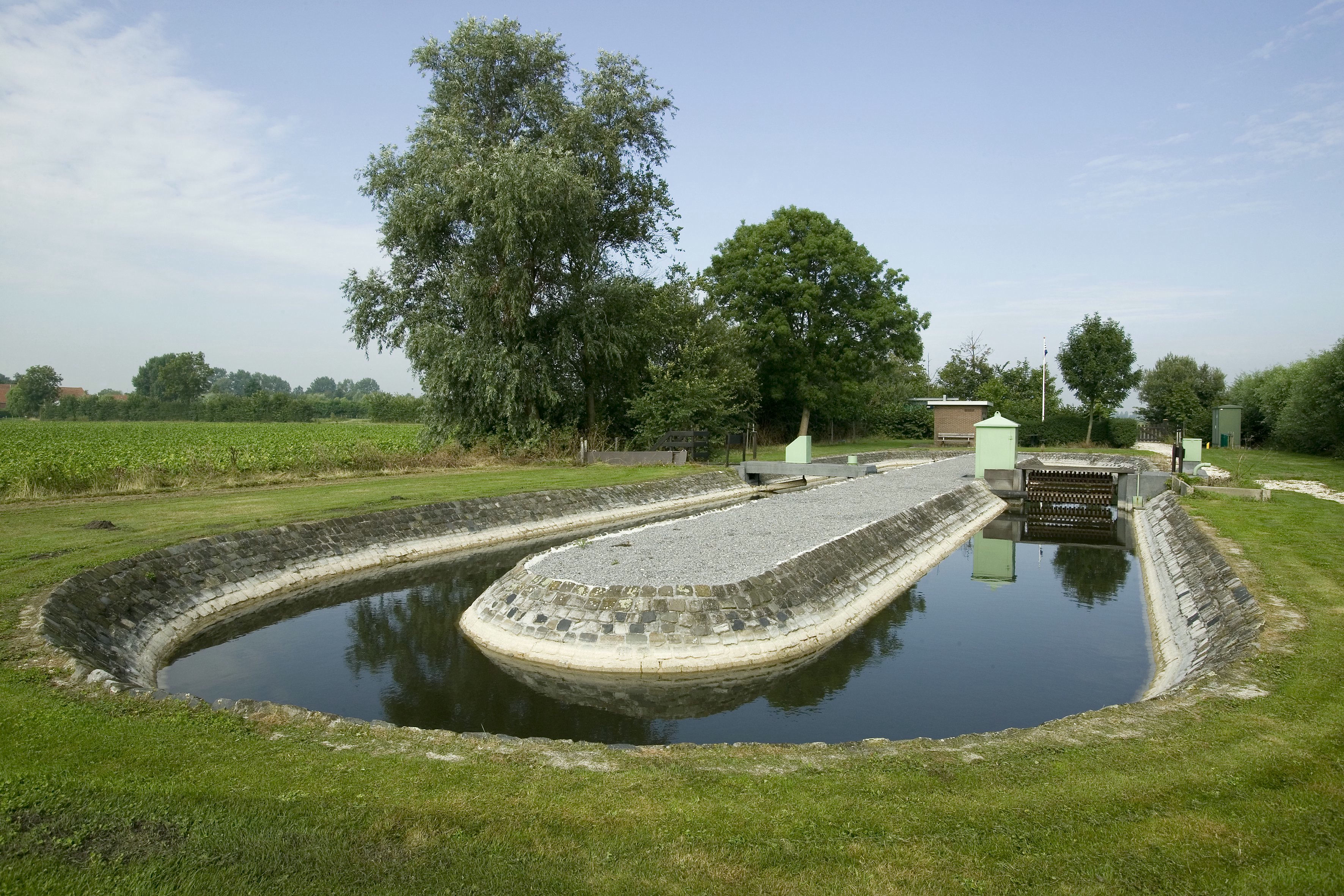
Pasveersloot te Dreischor

Een Pasveersloot,  ook wel oxidatiesloot genoemd, is een eenvoudige en goedkope methode om afvalwater te zuiveren. Er wordt een groter zuiveringseffect verkregen dan met veel andere methoden mogelijk is. De weinig opvallende oxidatiesloten geven weinig verstoring van het landschap.

## Voorgeschiedenis
Het onderzoek dat in 1953 door dr. ir. A. Pasveer werd aangevangen naar een methode van zuivering van geringe hoeveelheden afvalwater tegen aanvaardbare kosten heeft geleid tot de ontwikkeling van de oxidatiesloot. Deze gedachte die aan de behandelingsmethodiek ten grondslag lag was het zuiveringsproces tot een enkele fase terug te brengen. Dit hield in dat het ruwe afvalwater zonder toepassing van een bezinkingsproces aan een biologische zuivering door middel van actief-slib werd onderworpen en wel zodanig dat anaerobe slibbehandeling achterwege kon blijven.

## Werking
De organische stoffen, die zich in het afvalwater bevinden en het actief-slib worden tot een zodanige graad gemineraliseerd, dat deze zonder bezwaren op droogvelden worden gedroogd.
Daarvoor zijn nodig:
- een geringe slibbelasting
- een geringe inhoudsbelasting van aëratieruimten
- een ruime zuurstoftoevoer (hoge OC/load-waarde)

## Verschil met andere methoden
De oxidatiesloten onderscheiden zich van de conventionele actief-slibmethode door een geringe slibbelasting en een zeer lange verblijftijd. Hierdoor is het mogelijk de zuivering van het afvalwater en een vergaande mineralisatie van het slib in één systeem te combineren. Ten opzichte van een conventionele actief-slib installatie zijn er twee kenmerkende verschillen:
1. geen voorbezinking
2. geen slibgisting

## Details
Het ruwe afvalwater wordt in de sloot aangevoerd door middel van centrifugaalpompen of vijzels. Het is gewoonlijk niet noodzakelijk snijroosters te gebruiken. Voor de pompen of vijzels kan een rooster worden geplaatst om te voorkomen, dat grove stoffen in de oxidatiesloot terechtkomen en de mechanische apparatuur beschadigen. Bij grote oxidatiesloten past men dikwijls een zandvanger toe. De beluchting geschiedt in de kleine typen oxidatiesloten met (kooi)rotoren. Deze zijn niet alleen bestemd voor de beluchting van het mengsel van afvalwater en actief-slib, doch tevens voor het transport van de vloeistof door het circuit. Het ruwe afvalwater wordt verdund met de grote hoeveelheid vloeistof die zich in de oxidatiesloot bevindt. Om het actief-slib in suspensie te houden of te brengen moet de stroomsnelheid van de vloeistof 25–30 cm/s zijn. Bij de rotor mag het doorstromingsprofiel niet te veel vernauwd worden. Achter de rotor kan daardoor een zodanige stroomvertraging ontstaan, dat de afzetting van slib het gevolg is. Dit kan in het bijzonder bezwaarlijk zijn als een rotor na stilgestaan te hebben opnieuw in bedrijf wordt gesteld. Bij strenge en langdurige vorst kan er een ijslaag op het vloeistof-oppervlak ontstaan; de temperatuur van de vloeistof zal laag kunnen worden, omdat de verblijftijd in de sloot 2,5 – 3 dagen bedraagt. De rotor en de onmiddellijke omgeving ervan kunnen ijsvrij worden gehouden door de rotor af te dekken en door toepassing van infrarood verwarming. Het spui-slib kan worden verwijderd uit de slibvanger of slibput, die zich in de oxidatiesloot bevindt, of uit een bezinkingstank; het drogestofgehalte kan 3-4 % zijn. Het spui-slib kan op droogvelden worden gedroogd. Mits de laag slib niet dikker is dan 10–15 cm, zal het slib onder gunstige omstandigheden binnen één week drogen; per 3-4 inwonerequivalenten is een oppervlakte van 1 m² nodig.

## Voordelen
Eigenschappen van oxidatiesloten zijn:
- de lage belastingen, waardoor stootbelastingen naar aard en hoeveelheid kunnen worden gebufferd in een ruim bemeten systeem. Deze bufferwerking is gegarandeerd met een BVZ-belasting van ca. 0,15-0,2 kg BZV/m³
- de geringe slibbelasting van 0,05 kg BZV/kg droge stof per dag
- de eenvoudige bedrijfsvoering en het geringe toezicht op het proces
- de kwaliteit van het effluent: naast een hoge BZV-reductie van 65-98% en een CZV-vermindering van 70-95% zal een aanzienlijke vermindering van ammonium door oxidatie hiervan optreden.

Een natuurlijk filtersysteem dat beter bestand is tegen lage temperaturen is het helofytenfilter.

## Erfgoed
De Pasveersloot bij Dreischor werd in 1960 in gebruik genomen en deed dienst tot 2001, toen de capaciteit niet meer voldeed. Vanwege het historisch belang is deze Pasveersloot in 2013 voorgedragen als rijksmonument uit de wederopbouwperiode.